# Настенные пауки-крабы
Настенные пауки-крабы (лат. Selenopidae) — семейство аранеоморфных пауков, включающее более 300 видов. Своё научное название они получили от Селены (др.-греч. Σελήνη), богини Луны в древнегреческой мифологии.

## Описание
Члены семейства приобрели название «пауки-крабы» благодаря манере передвижения: они ходят не головой вперёд, а боком. Как и крабы, они могут двигаться в сторону и назад.
Встречаются в основном в Северной Америке, но иногда и в южной части Европы и Азии.
Они не ткут паутину, а обычно охотятся на земле, прячась среди растительности, например цветов.

## Экология
У пауков плоское тело, живут они под камнями и на стенах. Пауки довольно проворны, и поймать их нелегко. Их маскировка помогает им не бросаться в глаза, поэтому заметить их на стенах или камнях довольно трудно.

## Список родов
- Anyphops Benoit, 1968 — Африка, Мадагаскар
- Garcorops Corronca, 2003 — Мадагаскар, Коморские острова
- Hovops Benoit, 1968 — Мадагаскар, Реюньон
- Selenops Latreille, 1819 — Америка, Азия, Африка, Средиземноморье